# Assurnadinsumi
Assurnadinsumi (em acádio: ; romaniz.: Aššur-nādin-šumi; lit.  "Assur dá um nome")  era filho do rei neoassírio Senaqueribe e foi nomeado por ele como o rei da Babilônia, governando o sul da Mesopotâmia de 700 a.C. até sua captura e execução pelos elamitas em 694 a.C.. Assurnadinsumi foi provavelmente o filho primogênito de Senaqueribe e seu primeiro príncipe herdeiro e, portanto, o sucessor designado ao trono assírio. 

## Biografia

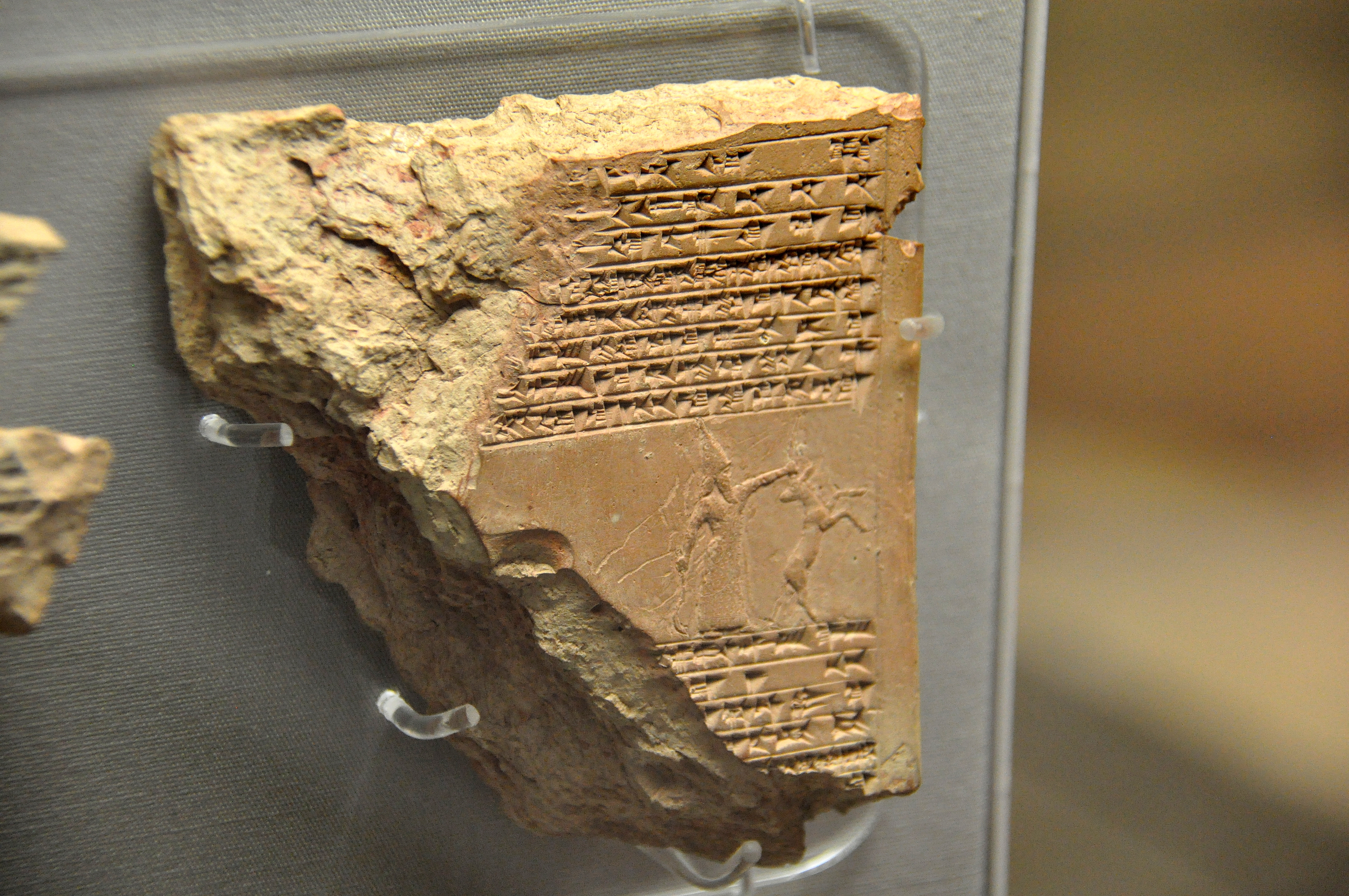
Confirmação pelo mais tarde rei babilônico Samassumauquim, sobrinho de Assurnadinsumi, de uma concessão originalmente feita por Assurnadinsumi. 670–. A tabuleta está atualmente guardado no Museu Britânico.

A Babilônia foi conquistada pelo Império Neoassírio por Tiglate-Pileser III (r. 745–727 a.C.) menos de trinta anos antes de Assurnadinsumi se tornar seu rei. Durante esses trinta anos, a Babilônia tentou repetidamente se tornar um reino independente mais uma vez. As revoltas babilônicas se tornaram um incômodo especialmente frequente durante o reinado de Senaqueribe, que teve que derrotar inúmeras revoltas do sul durante seu reinado.
Depois de derrotar os levantes em 700 a.C., Senaqueribe nomeou seu próprio filho, Assurnadinsumi, como o novo rei da Babilônia. Assurnadinsumi também foi intitulado como māru rēštû, um título que poderia ser interpretado como o "filho preeminente" ou o "filho primogênito". Sua nomeação como rei da Babilônia e o novo título sugerem que Assurnadinsumi estava sendo preparado para também seguir Senaqueribe como rei da Assíria após sua morte. Assurnadinsumi sendo intitulado como o māru rēštû provavelmente significa que ele era o príncipe herdeiro de Senaqueribe; se significa "preeminente", tal título seria adequado apenas para o príncipe herdeiro e se significa "primogênito", também sugere que Assurnadinsumi era o herdeiro, pois os assírios na maioria dos casos seguiam o princípio da primogenitura (o filho mais velho herda). Mais evidências a favor de Assurnadinsumi ser o príncipe herdeiro é a construção de um palácio para Senaqueribe na cidade de Assur, algo que Senaqueribe também faria pelo mais tarde príncipe herdeiro Assaradão.
Como um rei assírio da Babilônia, a posição de Assurnadinsumi era politicamente importante e altamente delicada e teria garantido uma experiência valiosa a ele como o herdeiro de todo o Império Neoassírio. No entanto, o mandato de Assurnadinsumi  como rei da Babilônia não duraria muito e ele foi incapaz de lidar com a situação política volátil no sul. Em 694 a.C., Senaqueribe fez campanha contra Elão (atual sul do Irã) para perseguir os rebeldes caldeus que haviam fugido para lá. Em resposta a esta incursão em seu território, os elamitas invadiram as partes do sul do Império Neoassírio e em 694 a.C., provavelmente encorajados pelos próprios babilônios, capturaram com sucesso Assurnadinsumi na cidade de Sipar. O príncipe foi levado de volta para Elão e provavelmente executado.